# Warren van Tassel
Warren van Tassel (* 20. Dezember 1938) ist ein ehemaliger kanadischer Eishockeyspieler, der in Deutschland unter anderem für den EC Deilinghofen und ERC Freiburg aktiv war.

## Karriere
Warren van Tassel war als Soldat der kanadischen Streitkräfte in Deilinghofen stationiert. Die von den Kanadiern errichtete Eishalle auf dem Militärgelände wurde auch vom EC Deilinghofen (ECD) genutzt. In der Saison 1968/69 war van Tassel der erste ausländische Spieler, der für den ECD in der damals zweitklassigen Oberliga zum Einsatz kam. Wegen seiner wechselnden Dienstzeiten konnte er allerdings nur neun Spiele für den Verein absolvieren, in denen er ein Tor erzielte. Daneben stand er auch für eine Militärmannschaft auf dem Eis.
Ab 1974 spielte van Tassel drei Jahre lang für den ERC Freiburg in der inzwischen drittklassigen Oberliga. Den Fans blieb er dort als erfolgreicher Torjäger in Erinnerung. In der Saison 1976/77 stieg er mit der Mannschaft als Oberliga-Meister in die 2. Bundesliga auf.

## Erfolge und Auszeichnungen
- 1977 Meister der Oberliga und Aufstieg in die 2. Bundesliga mit dem ERC Freiburg